# Nathalie Schneitter
Nathalie Schneitter (Lommiswil, 19 de junio de 1986) es una deportista suiza que compite en ciclismo de montaña en la disciplina de campo a través.
Ganó seis medallas en el Campeonato Mundial de Ciclismo de Montaña entre los años 2011 y 2024, y dos medallas de plata en el Campeonato Europeo de Ciclismo de Montaña entre los años 2009 y 2011. 

## Medallero internacional
| Campeonato Mundial | Campeonato Mundial        | Campeonato Mundial | Campeonato Mundial         |
| Año                | Lugar                     | Medalla            | Competición                |
| ------------------ | ------------------------- | ------------------ | -------------------------- |
| 2011               | Champéry (Suiza)          | Medalla de plata   | Campo a través por relevos |
| 2019               | Mont-Sainte-Anne (Canadá) | Medalla de oro     | Campo a través (b. e.)     |
| 2020               | Leogang (Austria)         | Medalla de bronce  | Campo a través (b. e.)     |
| 2022               | Les Gets (Francia)        | Medalla de bronce  | Campo a través (b. e.)     |
| 2023               | Glasgow (Reino Unido)     | Medalla de oro     | Campo a través (b. e.)     |
| 2024               | Pal Arinsal (Andorra)     | Medalla de plata   | Campo a través (b. e.)     |
| Campeonato Europeo |                           |                    |                            |
| Año                | Lugar                     | Medalla            | Competición                |
| 2009               | Zoetermeer (Países Bajos) | Medalla de plata   | Campo a través por relevos |
| 2011               | Dohňany (Eslovaquia)      | Medalla de plata   | Campo a través por relevos |